# 连顺
连顺（1844年 - 1906年），字捷庵，伊尔根觉罗氏，世居吉林，满洲镶黄旗人，伊犁将军金顺之弟，历任金州副都統、科布多參贊大臣、庫倫掌印辦事大臣、烏里雅蘇台將軍、鑲藍旗蒙古副都統，官至內大臣。

## 生平
连顺早年跟随其兄金顺征战新疆，无役不与，立有战功。光绪十四年（1888年），担任金州副都统。连顺在金州任上官声较好，当地为其立有“连公德政碑”。后逢甲午之战，连顺率驻防旗营500余人抵御日军。虽然历经奋战，终因双方力量悬殊而弃城，连顺因此被革职。光绪二十五年（1899年），任乌里雅苏台将军。
连顺有一子，名恩和。

## 引注
1. 1 2 3  中央研究院. . 中央研究院.   [2018-01-05]. （原始内容存档于2018-01-06）.
2. 1 2 3  北京市档案馆 2002，第139頁
3. 1 2  赵尔巽等 1998，第12618-12619頁
4. ↑  . 中研院史語所. 2007  [2021-06-25]. （原始内容存档于2021-06-25）.
5. 1 2  郭铁樁 1997，第144頁
6. ↑  王记华 & 董进一 2004，第48頁
7. ↑  戚其章 1989，第476頁
8. ↑   參: